# اسلاوگورودسکویه (استان بلگورود)
اسلاوگورودسکویه (انگلیسی: Slavgorodskoye, Belgorod Oblast) یک شهرک در بخش آلکسیفسکی استان بلگورود کشور روسیه است.